# 2304 Славія
2304 Славія (2304 Slavia) — астероїд головного поясу, відкритий 18 травня 1979 року.
Тіссеранів параметр щодо Юпітера — 3,357.